# ФК Виторија Гимараис
ФК Виторија Гимараис (порт. Vitória S.C.;Vitória de Guimarães) је фудбалски клуб из Гимараиса, Португалија. Клуб је основан 22. септембра 1922. године. Тренутно се такмичи у Првој лиги Португалије.
Клуб је освојио по један трофеј национално купа и суперкупа, док је треће место најбољи пласман у Првој лиги. Домаће утакмице игра на стадиону Алфонсо Енрикеш, који има капацитет од 30.000 седећих места. Виторијин главни ривал је Брага, из суседног града, а утакмице између ова два клуба се називају „дерби Миња“ (Derby do Minho).

## Историја
Виторија је основана 1922. године. Име је највероватније узето као омаж Виторији Сетубал, која је у време оснивања клуба спадала међу најјаче клубове у Португалији, иако ових дана присталице Виторије Гимараис умањују везу. Након више сезона проведених у лигама Фудбалског савеза Браге, клуб је 1941. по први пут заиграо у Првој лиги Португалије. На изненађење свих Виторија је затим следеће сезоне 1941/42. стигла до финала Купа Португалије, избацивши у полуфиналу лисабонски Спортинг, али је у финалу ипак поражена од Белененсеша са 2:0.
У Првој лиги је играла од 1941. до 1955, четрнаест сезона заредом, затим је провела три сезоне у Другој лиги, а након повратка 1958. постала је стабилан прволигаш. У сезони 1962/63. поново је играла финале Купа, али је овај пут поражена са 4:0 од Спортинга Лисабон. Виторија је током шездесетих већином заузимала позиције у горњем делу табеле, па је у сезони 1968/69. заузела треће место са само три бода иза првака Бенфике. Тај пласман омогућио је и прво учешће у неком европском такмичењу наредне сезоне, Купу сајамских градова, међутим Виторија је испала већ у другом колу.
Виторијин највећи успех у европским такмичењима остварен је у сезони 1986/87. Купа УЕФА, када је стигла до четвртфинала, где је поражена укупним резултатом 5:2 од Борусије Менхенгладбах.
У раним 2000-им, Виторија се у неким годинама борила да избори опстанак у Првој лиги. Те године је обележио пад руководства на челу са Пиментом Машадом, бившим председником клуба, који је оптужен на основу оптужби за проневеру новца. Упркос томе, у сезони 2004/05. су заузели одлично пето место у лиги и тако се пласирали за европско такмичење (Куп УЕФА). Међутим ренесанса се брзо завршила и већ следеће сезоне (2005/06) клуб је испао у Другу лигу, где је последњи пут играо 1958, завршивши сезону на 17. месту, упркос томе што је исте сезоне играо полуфинале Купа, након што је у четвртфиналу савладао Бенфику. Такође нису успели да прођу такмичење по групама Купа УЕФА.
Након испадања у нижи ранг, очекивало се да ће се Виторија лако вратити у Прву лигу, иако сам тим није био толико јак. Средином сезоне Виторија је била тек око 10. места и ниже, са наизглед малим шансама за пласман у виши ранг. Међутим, током зимске паузе, дошло је до неких промена у клубу, а ангажован је и нови тренер, Мануел Кажуда. Виторија је побољшала своју форму и на крају је успела да стигне до другог места у 29. колу сезоне; пласман у виши ранг је био загарантован.
У својој повратничкој сезони у Првој лиги наставили су победничку форму, заузевши на крају сезоне 2007/08. импресивно треће место (по четврти пут у историји клуба), чиме су такође обезбедили место у трећем колу квалификација Лиге шампиона. Тамо су изгубили већ на првом кораку од швајцарског Базела па су такмичење наставили у Купу УЕФА, где их је у првом колу избацио енглески Портсмут. У сезони 2010/11. Виторија је по пети пут поражена у финалу Купа, овај пут од Порта са убедљивих 6:2.
Током сезоне 2012/13. Виторија се нашла у финансијским проблемима, што је узроковало да изгубе много искусних играча и да се ослоне на младе играче. Међутим, Виторија је успела да освојио свој први трофеј Купа Португалије, након што је претходно изгубила пет финала. На путу до финала су у четвртфиналу савладали ривала Брагу, а затим у полуфиналу Белененсеш. У финалу играном 26. маја 2013. на националном стадиону Бенфика је на полувреме отишла са вођством од 1:0, и мреже су мировале до 79. минута када је изједначио Судани, а само два минута касније Рикардо Переира је преокренуо резултат и тако донео трофеј Виторији.

## Успеси
- Прва лига Португалије

- Треће место (4): 1968/69, 1986/87, 1997/98, 2007/08.

- Куп Португалије

- Освајач (1): 2012/13.
- Финалиста (5): 1941/42, 1962/63, 1975/76, 1987/88, 2010/11.

- Суперкуп Португалије

- Освајач (1): 1988.
- Финалиста (2): 2011, 2013.

## Стадион
Виторија своје домаће утакмице игра на стадиону Д. Алфонсо Енрикеш (порт. Estádio D. Afonso Henriques), који тренутно има капацитет од 30.000 седећих места.
Првобитни стадион је изграђен 1965, док је 2003. стадион реновиран и проширен за потребе Европског првенства у фудбалу 2004. и на њему су одиграна два меча у такмичењу по групама. Добио је име по првом краљу Португалије - Алфонсу Енрикешу (Алфонсо I од Португалије).

## Тренутни састав
- 1 Г  Даглас
- 2 О  Педро Хенрике
- 4 О  Маркос Валенте
- 5 С  Рафаел Миранда
- 6 О  Морено
- 7 С  Франциско Миранда
- 10 Н  Хелдон (на позајмици из Спортинг Лисабона)
- 11 Н  Рафиња
- 15 О  Виктор Гарсија
- 16 С  Паоло Хуртадо
- 17 О  Фалај Сако
- 19 С  Себастијан Ринкон
- 20 О  Жоао Аурелио
- 22 Н  Хелдер Фереира
- 23 О  Жоао Вигарио
- 25 С  Алхасан Вакасо
- 26 Н  Оскар Еступињан
- 33 О  Жубал Јуниор
- 36 Г  Мигуел Оливеира
- 45 С  Шанде Силва
- 49 Н  Јуниор Таљо
- 53 О  Гислан Конан
- 56 Г  Мигел Силва
- 71 Н  Фабио Стурџеон
- 80 С  Кико
- 91 Н  Давид Теишеира
- 93 С  Гиљермо Челис
- 99 Н  Рафаел Мартинш

## Виторија Гимараис у европским такмичењима
| Сезона   | Такмичење             | Коло         | Противник              | Дом. | Гост | Укупан резултат |
| -------- | --------------------- | ------------ | ---------------------- | ---- | ---- | --------------- |
| 1969/70. | Куп сајамских градова | 1. коло      | Бањик Острава          | 1:0  | 1:1  | 2:1             |
| 1969/70. | Куп сајамских градова | 2. коло      | Саутхемптон            | 3:3  | 1:5  | 4:8             |
| 1970/71. | Куп сајамских градова | 1. коло      | Ангулем                | 3:0  | 1:3  | 4:3             |
| 1970/71. | Куп сајамских градова | 2. коло      | Хибернијан             | 2:1  | 0:2  | 2:3             |
| 1983/84. | Куп УЕФА              | 1. коло      | Астон Вила             | 1:0  | 0:5  | 1:5             |
| 1986/87. | Куп УЕФА              | 1. коло      | Спарта Праг            | 2:1  | 1:1  | 3:2             |
| 1986/87. | Куп УЕФА              | 2. коло      | Атлетико Мадрид        | 2:0  | 0:1  | 2:1             |
| 1986/87. | Куп УЕФА              | 3. коло      | Гронинген              | 3:0  | 0:1  | 3:1             |
| 1986/87. | Куп УЕФА              | Четвртфинале | Борусија Менхенгладбах | 2:2  | 0:3  | 2:5             |
| 1987/88. | Куп УЕФА              | 1. коло      | Татабања               | 1:0  | 1:1  | 2:1             |
| 1987/88. | Куп УЕФА              | 2. коло      | Беверен                | 1:0  | 0:1  | 1:1 (5:4 пен)   |
| 1987/88. | Куп УЕФА              | 3. коло      | ТЈ Витковице           | 2:0  | 0:2  | 2:2 (4:5 пен)   |
| 1988/89. | Куп победника купова  | 1. коло      | Рода                   | 1:0  | 0:2  | 1:2             |
| 1990/91. | Куп УЕФА              | 1. коло      | Фенербахче             | 2:3  | 0:3  | 2:6             |
| 1992/93. | Куп УЕФА              | 1. коло      | Реал Сосиједад         | 3:0  | 0:2  | 3:2             |
| 1992/93. | Куп УЕФА              | 2. коло      | Ајакс                  | 0:3  | 1:2  | 1:5             |
| 1995/96. | Куп УЕФА              | 1. коло      | Стандард Лијеж         | 3:1  | 0:0  | 3:1             |
| 1995/96. | Куп УЕФА              | 2. коло      | Барселона              | 0:4  | 0:3  | 0:7             |
| 1996/97. | Куп УЕФА              | 1. коло      | Парма                  | 2:0  | 1:2  | 3:2             |
| 1996/97. | Куп УЕФА              | 2. коло      | Андерлехт              | 1:1  | 0:0  | 1:1 (пгг)       |
| 1997/98. | Куп УЕФА              | 1. коло      | Лацио                  | 0:4  | 1:2  | 1:6             |
| 1998/99. | Куп УЕФА              | 1. коло      | Селтик                 | 1:2  | 1:2  | 2:4             |
| 2005/06. | Куп УЕФА              | 1. коло      | Висла Краков           | 3:0  | 1:0  | 4:0             |
| 2005/06. | Куп УЕФА              | Група Х      | Зенит                  |      | 1:2  | 5.              |
| 2005/06. | Куп УЕФА              | Група Х      | Болтон вондерерси      | 1:1  |      | 5.              |
| 2005/06. | Куп УЕФА              | Група Х      | Севиља                 |      | 1:3  | 5.              |
| 2005/06. | Куп УЕФА              | Група Х      | Бешикташ               | 1:3  |      | 5.              |
| 2008/09. | УЕФА Лига шампиона    | 3. коло кв.  | Базел                  | 0:0  | 1:2  | 1:2             |
| 2008/09. | Куп УЕФА              | 1. коло      | Портсмут               | 2:2  | 0:2  | 2:4             |
| 2011/12. | УЕФА лига Европе      | 3. коло кв.  | Мидтјиланд             | 2:1  | 0:0  | 2:1             |
| 2011/12. | УЕФА лига Европе      | Плеј оф      | Атлетико Мадрид        | 0:4  | 0:2  | 0:6             |
| 2013/14. | УЕФА лига Европе      | Група И      | Олимпик Лион           | 1:2  | 1:1  | 3.              |
| 2013/14. | УЕФА лига Европе      | Група И      | Реал Бетис             | 0:1  | 0:1  | 3.              |
| 2013/14. | УЕФА лига Европе      | Група И      | Ријека                 | 4:0  | 0:0  | 3.              |